# Az Arsenal FC és a Chelsea FC rivalizálása
Az Arsenal–Chelsea rivalizálása Londonban a helyi derbinek nevezik, ami a Arsenal és a Chelsea klubok közti meccseket jelenti. Az egymás elleni mérkőzések gólkirálya az egykori Chelsea játékos, Didier Drogba a maga 13 góljával.

## Történelmi és szociológiai háttér
A két klub sohasem tartotta egymást elsődleges riválisnak, mint London két legnépszerűbb csapata és legnagyobb szurkoló táborral rendelkeznek már az 1930-as évektől kezdve. Az egymás elleni mérkőzéseken is rengeteg rajongó van. A 2000-es évektől számítanak igazi riválisoknak, miután a Chelsea meghatározó csapattá vált a bajnokságban. 2003 decemberében készített felmérés szerint a Chelsea szurkolók fő riválisuknak tartják az Arsenalt, a Tottenham Hotspurtot és a Manchester Unitedet előtt. Azok a szurkolók akik szavaztak, azoknak a Tottenham és a QPR is egyformán rivális. 2009-es felmérés szerint, amit a Football Fans Census készített, az Arsenal a második a csapat szurkolói számára a Liverpool mögött amely csapatot nem kedvelik.

## Mindkét csapatban megfordult játékosok
- Sandy MacFarlane (játékos: Arsenal 1896–97 / Chelsea 1913–14)
- Jimmy Sharp (játékos: Arsenal 1905–08 / Chelsea 1912–15)
- Leslie Knighton (játékos: Arsenal 1919–25 / Chelsea 1933–39)
- Bob Turnbull (játékos: Arsenal 1923–24 / Chelsea 1925–28)
- Ted Drake (játékos: Arsenal 1934–45) / (as manager: Chelsea 1952–61)
- Tommy Lawton (játékos: Chelsea 1945–47 / Arsenal 1953–55)
- Bill Dickson (játékos: Chelsea 1947–53 / Arsenal 1953–56)
- Tommy Docherty (játékos: Arsenal 1958–61 / Chelsea 1961–62) / (menedzser: Chelsea 1961–67)
- Allan Young (játékos: Arsenal 1959–61 / Chelsea 1961–69)
- John Hollins (játékos: Chelsea 1963–75 / Arsenal 1979–83 / Chelsea 1983–84) / (menedzser: Chelsea 1985–88)
- Tommy Baldwin (játékos: Arsenal 1964–66 / Chelsea 1966–74)
- George Graham (játékos: Chelsea 1964–66 / Arsenal 1966–72) / (menedzser: Arsenal 1986–95)
- Stewart Houston (játékos: Chelsea 1967–72) / (gondnok: Arsenal 1995 /menedzser: Arsenal 1996)
- Alan Hudson (játékos: Chelsea 1968–74 / Arsenal 1976–78 / Chelsea 1983–84)
- Graham Rix (játékos: Arsenal 1975–88 / Chelsea 1995) / (ifjúsági csapat menedzsere: Chelsea 1993–96 /másodedző: Chelsea 1996–99 /gondnok: Chelsea 2000)
- Colin Pates (játékos: Chelsea 1979–88 / Arsenal 1990–93)
- Clive Allen (játékos: Arsenal 1980 / Chelsea 1991–92)
- Peter Nicholas (játékos: Arsenal 1981–83 / Chelsea 1988–91) / (ifjúsági csapat menedzsere: Chelsea 199?–9?)
- David Rocastle (játékos: Arsenal 1984–92 / Chelsea 1994–98)
- Emmanuel Petit (játékos: Arsenal 1997–2000 / Chelsea 2001–04)
- Nicolas Anelka (játékos: Arsenal 1997–99 / Chelsea 2008–2012)
- Ashley Cole (játékos: Arsenal 1999–2006 / Chelsea 2006–2014)
- William Gallas (játékos: Chelsea 2001–06 / Arsenal 2006–10)
- Lassana Diarra (játékos: Chelsea 2005–07 / Arsenal 2007–08)
- Josszí Benájún (játékos: Chelsea 2010–11 / Arsenal kölcsönben 2011–2012)
- Cesc Fàbregas (játékos: Arsenal 2003–2011 / Chelsea 2014–19)
- Petr Čech (játékos: Chelsea 2004–2015 / Arsenal 2015–19)
- Olivier Giroud (játékos: Arsenal 2012–2018 / Chelsea 2018–2021)
- David Luiz (játékos: Chelsea 2011–2014 és 2016–2019 / Arsenal 2019–2021)
- Willian (játékos: Chelsea 2013–2020 / Arsenal 2020–2021)
- Pierre-Emerick Aubameyang (játékos: Arsenal 2018–2022 / Chelsea 2022–2023)
- Jorginho (játékos: Chelsea 2018–2023 / Arsenal 2023–napjainkban is)
- Kai Havertz (játékos: Chelsea 2020–2023 / Arsenal 2023–napjainkban is)

## Rivalizálás trófeák terén
| Nemzetközi versenyek                              | Arsenal | Chelsea |
| ------------------------------------------------- | ------- | ------- |
| Interkontinentális kupa / FIFA-klubvilágbajnokság | –       | –       |
| UEFA-bajnokok ligája                              | –       | 2       |
| Intertotó-kupa / UEFA-kupa / Európa-liga          | 1       | 2       |
| Kupagyőztesek Európa-kupája                       | 1       | 2       |
| UEFA-szuperkupa                                   | –       | 1       |

| Országos versenyek              | Arsenal | Chelsea |
| ------------------------------- | ------- | ------- |
| First Division / Premier League | 13      | 6       |
| FA Kupa                         | 14      | 8       |
| Angol ligakupa                  | 2       | 5       |
| FA Community Shield             | 16      | 4       |
| Full Members Cup                | –       | 2       |
| Összesen                        | 47      | 32      |

## Egymás elleni eredmények
| Klub                 | M         | Gy        | D         | V         | Rg        | Kg        | Gk        |
| Bajnokság            | Bajnokság | Bajnokság | Bajnokság | Bajnokság | Bajnokság | Bajnokság | Bajnokság |
| -------------------- | --------- | --------- | --------- | --------- | --------- | --------- | --------- |
| Arsenal              | 166       | 63        | 50        | 53        | 233       | 216       | +17       |
| Chelsea              | 166       | 53        | 50        | 63        | 216       | 233       | –17       |
| FA Kupa              |           |           |           |           |           |           |           |
| Arsenal              | 21        | 10        | 6         | 5         | 34        | 24        | +10       |
| Chelsea              | 21        | 5         | 6         | 10        | 24        | 34        | -10       |
| Angol ligakupa       |           |           |           |           |           |           |           |
| Arsenal              | 8         | 3         | 1         | 4         | 8         | 15        | –7        |
| Chelsea              | 8         | 4         | 1         | 3         | 15        | 8         | +7        |
| UEFA-bajnokok ligája |           |           |           |           |           |           |           |
| Arsenal              | 2         | 0         | 1         | 1         | 2         | 3         | –1        |
| Chelsea              | 2         | 1         | 1         | 0         | 3         | 2         | +1        |
| Európa-liga          |           |           |           |           |           |           |           |
| Arsenal              | 1         | 0         | 0         | 1         | 1         | 4         | -3        |
| Chelsea              | 1         | 1         | 0         | 0         | 4         | 1         | +3        |
| FA Community Shield  |           |           |           |           |           |           |           |
| Arsenal              | 3         | 1         | 1         | 1         | 3         | 3         | 0         |
| Chelsea              | 3         | 1         | 1         | 1         | 3         | 3         | 0         |
| Összesen             |           |           |           |           |           |           |           |
| Arsenal              | 201       | 77        | 59        | 65        | 281       | 265       | +16       |
| Chelsea              | 201       | 65        | 59        | 77        | 265       | 281       | –16       |